# 樫原村
樫原村（かしばらむら）は、かつて岐阜県揖斐郡に存在した村。
現在の揖斐郡揖斐川町樫原（旧・久瀬村の一部）に該当する。
樫原村発足時は池田郡の村であったが、郡の合併で揖斐郡の村となっている。

## 沿革
- 1875年（明治8年） - 東津汲村と樫原村が合併し、津原村となる。
- 1882年（明治15年） - 津原村が東津汲村と樫原村に分立。
- 1889年（明治22年）7月1日 - 町村制施行により、樫原村が発足。
- 1897年（明治30年）4月1日[1] - 池田郡が大野郡の一部と合併して揖斐郡となる。当村は揖斐郡の村となる。
- 1897年（明治30年）4月1日 - 日坂村、西津汲村、東津汲村、外津汲村、三倉村、乙原村、小津村、東横山村、西横山村、鶴見村、東杉原村と合併し久瀬村発足。同日樫原村は廃止。